# Argentina ai XIX Giochi olimpici invernali
L'Argentina partecipò ai XIX Giochi olimpici invernali, svoltisi a Salt Lake City, Stati Uniti, dall'8 al 24 febbraio 2002, con una delegazione di 11 atleti impegnati in cinque discipline.